# 橘光
橘光（日语：橘 ひかり，1973年9月18日—），日本女性配音員。出身於大阪府。B型血。

## 簡介
本名千葉 光（ちば ひかり），舊藝名加藤 光（かとう ひかり）。經歷了大平透聲優講座、東京廣播學院、日本播音演技研究所之後，現在是ARTSVISION所屬。
擅長方言：大阪方言。興趣、特長：塔羅牌占卜、跳印度舞。

## 人物
從小希望加入寶塚歌劇團，後來因為從電視動畫得知有配音員這項職業才轉念。她是三個兄妹中的妹妹，上面有2個哥哥。在將來要當配音員時，有先和哥哥進行討論。
於《純愛手札2》角色白雪美帆的第一場試鏡會並未參加。之後卻因為沒有找到人選，因此是在同角色的第二場試鏡會中獲選。另外，遊戲中的白雪美帆，官方設定她的興趣有占卜、商品收集，巧合的是為美帆獻聲的橘光本身興趣一樣也是占卜、商品收集。而先前有參加第一次角色徵選的田村由香里有自信的表示對喜歡占卜的橘光，讓她擔任美帆的聲音才是最完美的組合。
加入ARTSVISION之後，因為與當時所屬的川村萬梨阿有不錯的交情。因此2001年9月，川村罹患急性疾病必須休業，而正在播出的NHK教育頻道幼教節目《巧克力島》中的角色「小湯匙」由橘光接替。即使2009年3月播畢之後，同年4月至次年2010年3月繼續在NHK教育頻道播出的另一齣幼教節目《BS與媽媽同樂 和小湯匙一起玩遊戲》再出場時，包含該節目終了之後在其它闔家音樂劇或NHK BS Premium播出的等以特別來賓身分出現的小湯匙其聲音仍由橘光繼續擔任。另外，2005年4月至2009年3月播出的單元每日新奇專區中，其登場角色「花生」也由橘光擔任。

## 演出
粗體字表示主要角色。

### 電視動畫
1997年
- 吸血姬美夕
- 深海傳説MEREMANOID（日语：深海伝説MEREMANOID）（小孩）
- 橫行太保（小學生）

1998年
- 魔法陣都市（喫茶店店員）
- SHADOW SKILL -影技-（女孩子）
- DT戰士（日语：DTエイトロン）（埃德瑞）
- 同級生2（鳴澤唯）
- 炸彈人 彈珠人爆外傳（女孩寶）
- 吉本無知子物語（日语：ヨシモトムチッ子物語）（蝴蝶美穗）

1999年
- 伊索世界（獅子王女）
- 魔術士歐菲（女子A）
- 魔術士歐菲 Revenge（女子）

2002年
- 犬夜叉（侍女）

### OVA
1996年
- 同級生2（鳴澤唯）

1999年
- High school aura buster（日语：ハイスクール・オーラバスター）（神原亞衣）

### 遊戲
1996年
- 快打旋風EX（日语：ストリートファイターEX）（布蕾亞·戴姆）
- 美少女纏組（日语：ファイアーウーマン纏組）（此花穗乃果）
- 純愛遊俠 ～永恆微笑～（日语：ブルーブレイカー 〜剣よりも微笑みを〜）（愛夏）

1997年
- Cat the Ripper 第13位偵探（日语：Cat the Ripper 13人目の探偵士）
- 冒險奇譚（林、普伊）
- 續·初戀物語 ～修學旅行～（日语：続 初恋物語 〜修学旅行〜）（高瀨菜穗）
- 電腦天使（日语：電脳天使）（艾因德貝爾·德內布拉·雷古勒斯）[注 1]
- 麻雀學園祭（日语：麻雀学園祭）（榊真由）

1998年
- Another Memories（克雷兒·艾凡斯）
- 派對之旅 來趟畢業旅行吧（阿賀野奈緒）
- 神奇傳說（日语：ファーランドシリーズ）（卡羚）
- 神奇傳說 時空道標（卡羚）
- Fighting Layer（日语：ファイティングレイヤー）（布蕾亞·戴姆）
- 純愛遊俠 ～喜樂與共～（愛夏）
- 星之丘學園物語 學園祭（日语：星の丘学園物語 学園祭）（內田真子）
- 誘惑辦公室戀愛課（日语：ゆうわくオフィス恋愛課）（阿賀野奈緒）

1999年
- 純愛手札2（白雪美帆、白雪真帆）
- 力石戰士（菖蒲）
- 女神異聞錄2 罪（Xquic〈星明〉）
- Little Lovers SHE SO GAME（日语：Little Lovers SHE SO GAME）（中村弘子、校內廣播、女子田徑社員C）

2000年
- 高機動幻想 機甲槍兵（日语：高機動幻想ガンパレード・マーチ）（加藤祭）
- 召喚夜響曲（凱納、阿爾巴〈小時候〉）
- 力石戰士2（菖蒲）

2001年
- 純愛手札2 對戰方塊（白雪美帆、白雪真帆）
- 召喚夜響曲2（凱納）
- 純愛遊俠 ～明日微笑～（愛夏）

2002年
- 薩爾達傳說 風之律動（泰特拉、薩爾達公主）
- La Pucelle 光之聖女傳說（日语：ラ・ピュセル 光の聖女伝説）（阿爾艾特）

2003年
- OPERATOR'S SIDE（日语：オペレーターズサイド）（沙也加）
- 薩爾達傳說 眾神的三角神力與四人之劍（薩爾達公主）
- 馬爾王國麻將（日语：マール王国の人形姫#マールじゃん!!）（阿爾艾特）

2004年
- 薩爾達傳說 不可思議的帽子（塞爾達公主）
- 薩爾達傳說 四人之劍+（塞爾達公主、泰特拉）

2006年
- 力石戰士 Portable（菖蒲）

2007年
- 薩爾達傳說 夢幻沙漏（泰特拉、薩爾達公主）

2009年
- 光之聖女傳說 諸神黃昏（日语：ラ・ピュセル 光の聖女伝説）（阿爾艾特）

2011年
- 薩爾達傳說 四人之劍 25週年記念版（塞爾達公主）

2013年
- 薩爾達傳說 風之律動HD（泰特拉、薩爾達公主）

2016年
- 薩爾達無雙（泰特拉、貓眼薩爾達[注 2]）

### 廣播劇CD
1994年
- High school aura buster（日语：ハイスクール・オーラバスター）系列（神原亞衣）

1996年
- 少年性愛白皮書2 -迷宮徘徊-（日语：少年濡れやすく恋成りがたし）（雪澤沙繪子）

1997年
- 同級生 戀愛專科2（鳴澤唯、閒談專區「天上天下“唯”我獨尊」）
- 純愛遊俠 ～永恆微笑～（日语：ブルーブレイカー 〜剣よりも微笑みを〜）（愛夏）

1998年
- 刻之大地（日语：刻の大地）（莉莎）

2000年
- 少年進化論 Plus（日语：少年進化論）（女學生）
- 純愛手札2系列（白雪美帆、白雪真帆、天由香、森泉彩、栗捨亂步）

2001年
- 高機動幻想 機甲槍兵（日语：高機動幻想ガンパレードマーチ）系列（加藤祭）
- Sense Off ～a sacred story in the wind～ 原聲完整廣播劇（日语：Sense Off#関連作品）（三條美凪）

2002年
- 光之聖女傳說（日语：ラ・ピュセル 光の聖女伝説）（阿爾艾特）

### 外語配音
※作品依英文名稱及英文原名排序。

#### 電影
- 天使小綁匪（英语：House Arrest (film)）（布魯克·費格勒〈珍妮佛·樂芙·休伊〉）
- 一吻定江山（崔西）※WOWOW版[注 3]。

#### 動畫
- 大力士（英语：Hercules (1998 TV series)）（女性）

### 特攝影集
1997年
- 甲蟲奇兵卡布達（田德莉娜的聲音）
- 甲蟲奇兵卡布達 聖誕節大決戰!!（田德莉娜的聲音）

2000年
- 未來戰隊時間連者（寶石竊盜犯魯傑的聲音）

### 活動
2003年
- 純愛手札Super Live 2

2005年
- 純愛手札Super Live Forever Count Down 2006

### 廣播節目
- 網路廣播（特別嘉賓）
- 文化放送「更多！更多！純愛手札（日语：もっと!モット!ときめきメモリアル）」（特別嘉賓）

### 其它電視節目
- 聲·遊俱樂部（日语：声・遊倶楽部）（1995年－1996年）－Pi剖析
- 與媽媽同樂（日语：おかあさんといっしょ）
  - 巧克力島（2001年9月－2009年3月）－小湯匙〈第2代〉
  - 每日新奇專區（2005年4月－2009年3月）－花生
- BS與媽媽同樂 和小湯匙一起玩遊戲（日语：おかあさんといっしょ#BSおかあさんといっしょ）（2009年－2010年）－小湯匙

### 其它
- 純愛工廠 純愛手札2 (Win)（白雪美帆、真帆）
- 2005年世界博覽會（簡稱「愛知萬博」）三菱未來館（日语：三菱未来館）@earth如果月亮不在了（wakamaru）
- 天象儀節目 在星星上找到的寶物（キキ、旁白）
- 天象儀節目 奪取金月！（リンちゃん）

## 音樂作品

### 歌手參加樂曲
| 發行日期 | 標題             | 名義   | 曲名   | 備註                          |
| 2000年   | 2000年           | 2000年 | 2000年 | 2000年                        |
| -------- | ---------------- | ------ | ------ | ----------------------------- |
| 7月21日  | élf 動畫歌曲檔案 | 橘光   | 「」   | 電視動畫《同級生2》片頭主題曲 |

### 角色歌曲
| 發行日期 | 標題                                                        | 名義                                                             | 曲名                                      | 備註                                     |
| 1998年   | 1998年                                                      | 1998年                                                           | 1998年                                    | 1998年                                   |
| -------- | ----------------------------------------------------------- | ---------------------------------------------------------------- | ----------------------------------------- | ---------------------------------------- |
| 11月27日 | 星之丘學園物語 學園祭 特別歌唱專輯                          | 內田真子（橘光）                                                 | 「」                                      | 遊戲《星之丘學園物語 學園祭》相關歌曲    |
| 12月23日 | 初戀物語／續初戀物語 ORIGINAL SOUNDTRACK & VOICE COLLECTION | 高瀨菜穗（橘光）                                                 | 「」                                      | 遊戲《續·初戀物語 ～修學旅行～》相關歌曲 |
| 1999年   |                                                             |                                                                  |                                           |                                          |
| 12月23日 | 純愛手札2 Vocal Tracks                                      | 白雪美帆（橘光）                                                 | 「」                                      | 遊戲《純愛手札2》相關歌曲                |
| 2000年   |                                                             |                                                                  |                                           |                                          |
| 5月10日  | 純愛手札2 Vocal Tracks 2                                    | 白雪真帆（橘光）                                                 | 「LOOK AT ME！」                          | 遊戲《純愛手札2》相關歌曲                |
| 10月4日  | 純愛手札2 Blooming Stories3 白雪美帆&真帆                   | 白雪真帆（橘光）                                                 | 「」                                      | 遊戲《純愛手札2》相關歌曲                |
| 10月4日  | 純愛手札2 Blooming Stories3 白雪美帆&真帆                   | 白雪美帆（橘光）                                                 | 「My Little Blossom ～Miho's Serenade～」 | 遊戲《純愛手札2》相關歌曲                |
| 10月4日  | 純愛手札2 Blooming Stories3 白雪美帆&真帆                   | 白雪美帆&真帆（橘光）                                            | 「Garden ～Miho and Maho's Love Song～」  | 遊戲《純愛手札2》相關歌曲                |
| 2001年   |                                                             |                                                                  |                                           |                                          |
| 3月21日  | 純愛手札2 Vocal Tracks 3                                    | 白雪真帆（橘光）                                                 | 「」                                      | 遊戲《純愛手札2》相關歌曲                |
| 3月21日  | 純愛手札2 Vocal Tracks 3                                    | 八重花櫻梨（村井每早）、白雪美帆（橘光）、佐倉楓子（前田千亞紀） | 「」                                      | 遊戲《純愛手札2》相關歌曲                |
| 8月29日  | 純愛手札2 Vocal Tracks 4                                    | 白雪美帆（橘光）                                                 | 「」                                      | 遊戲《純愛手札2》相關歌曲                |
| 2002年   |                                                             |                                                                  |                                           |                                          |
| 5月22日  | 純愛手札2 Vocal Tracks 5                                    | 白雪美帆（橘光）                                                 | 「」                                      | 遊戲《純愛手札2》相關歌曲                |
| 5月22日  | 純愛手札2 Vocal Tracks 5                                    | Hibikino Happy Bells                                             | 「Ringings go on forever」                | 遊戲《純愛手札2》相關歌曲                |

## 腳註

## 外部連結
- ARTSVISION公式官網的聲優簡介 （页面存档备份，存于） （日語）